# Andebol 1 de 2019–20
O Campeonato Nacional Andebol 1 de 2019–20 foi a 67.ª edição do principal escalão do campeonato português de andebol masculino. A competição, organizada pela Federação de Andebol de Portugal, foi disputada por 14 clubes.
Com a desistência do CCR Fermentões e recusas de AC Fafe e Arsenal da Devesa em assumir o lugar dos vimaranenses, o Vitória FC aceitou o convite da Federação de Andebol de Portugal para participar Campeonato Nacional Andebol 1 (via 4º lugar obtido na Fase Final da II Divisão 2018/19).
Devido à pandemia do Covid-19, a Federação de Andebol de Portugal decidiu anular o Campeonato Placard Andebol 1 2019/20. Isto faz com que não haja campeão nem despromoções.

## Participantes
| Equipa       | Cidade    | Pavilhão                              | Capacidade |
| ------------ | --------- | ------------------------------------- | ---------- |
| ABC Braga    | Braga     | Pavilhão Flávio Sá Leite              | 2500       |
| Águas Santas | Maia      | Pavilhão de Águas Santas              | 2000       |
| Avanca       | Estarreja | Pavilhão Com. Adelino da Costa        | 400        |
| Belenenses   | Lisboa    | Pavilhão Acácio Rosa                  | 1500       |
| Benfica      | Lisboa    | Pavilhão da Luz Nº 2                  | 1544       |
| Boa-Hora     | Lisboa    | Pavilhão Fernando Tavares             | 400        |
| Boavista     | Porto     | Pavilhão Desportivo da Boavista       | 480        |
| Gaia         | Gaia      | Pavilhão Desportivo Municipal de Gaia | 2500       |
| SC Horta     | Horta     | Pavilhão Desportivo da Horta          | 890        |
| Madeira SAD  | Funchal   | Pavilhão Desportivo do Funchal        | 1000       |
| Maia/ISMAI   | Maia      | Pavilhão Municipal da Maia            |            |
| Porto        | Porto     | Dragão Caixa                          | 2179       |
| Sporting CP  | Lisboa    | Pavilhão João Rocha                   | 3001       |
| Vitoria FC   | Setúbal   | Pavilhão Antoine Velge                |            |

| Pos. | Despromovidos em 2018–19 |
| ---- | ------------------------ |
| 12º  | Fermentões               |
| 13º  | Fafe                     |
| 14º  | Arsenal CD               |

| Pos. | Promovidos em 2018–19 |
| ---- | --------------------- |
| 1º   | Gaia                  |
| 2º   | Boavista              |
| 4º   | Vitoria FC            |

## Cancelamento
Em 29 de Abril de 2020, devido à pandemia do coronavirus (COVID-19), os campeonatos de andebol, de basquetebol, de hóquei em patins e de voleibol foram canceladas pelas respetivas federações, ou seja, a segunda fase do campeonato não foi realizada. Contudo, os apurados para as competições europeias foram Porto e Sporting CP para Fase de Grupos da Liga dos Campeões de 2020–21, Benfica para 2ª Pré-Eliminatória da Taça EHF de 2020–21 e Belenenses para Taça Challenge da EHF de 2020–21.